# Октябрьское (Еврейская автономная область)
Октя́брьское — село в Ленинском районе Еврейской автономной области, входит в Бабстовское сельское поселение.

## География
Село расположено на левом берегу реки Вертопрашиха в 2 км к юго-востоку от села Бабстово, в 17 км к северу от села Ленинское и в 83 км к юго-западу от Биробиджана. Имеются подъездные дороги на севере и юге села от проходящей рядом автодороги Унгун (Р456) — Бабстово — Ленинск (Р455).
На западе от села (за рекой и автодорогой) проходит железнодорожная линия Биробиджан I — Нижнеленинское (строится продолжение на Тунцзян). Ближайшая железнодорожная станция — Бабстово.

## Экономика
В селе действуют сельскохозяйственные предприятия.

## История
В 1961 году указом Президиума Верховного Совета РСФСР поселок второго отделения Бабстовского совхоза переименован в село Октябрьское.

## Население
| 1992 | 2002 | 2010 |
| ---- | ---- | ---- |
| 295  | ↘214 | ↘198 |